# Orlando Pizzolato
Orlando Pizzolato (Thiene, 30 luglio 1958) è un ex maratoneta italiano, due volte vincitore della maratona di New York (1984 e 1985) ed argento ai Campionati europei di atletica leggera 1986.

## Biografia
Pizzolato vinse due edizioni consecutive della maratona di New York nel 1984 e nel 1985 e giunse terzo nell'edizione del 1986. Salì inoltre sul gradino più alto del podio anche alle Universiadi del 1985, svoltesi a Kobe, e primeggiò alla maratona di Venezia del 1988, mentre giunse secondo agli Europei di Stoccarda 1986, alle spalle dell'altro maratoneta italiano Gelindo Bordin. Ai Campionati del mondo del 1987 di Roma Pizzolato giunse settimo, e concluse in sedicesima posizione la prova delle Olimpiadi di Seul del 1988. Tra le vittorie minori vanno ricordati i trionfi nel 1979, nel 1983 e nel 1984 al Giro podistico internazionale di Castelbuono.
Attualmente lavora per Rai Sport, dove commenta con Laura Fogli le gare di maratona. È anche preparatore atletico e direttore responsabile della rivista specializzata di settore Correre.

## Palmarès
| Anno | Manifestazione | Sede      | Evento   | Risultato | Prestazione | Note  |
| ---- | -------------- | --------- | -------- | --------- | ----------- | ----- |
| 1985 | Universiadi    | Kōbe      | Maratona | Oro       | 2h20'06"    | [ 2 ] |
| 1986 | Europei        | Stoccarda | Maratona | Argento   | 2h10'57"    | [ 3 ] |

## Campionati nazionali
1978
- 6º ai campionati italiani di maratona - 2h22'56"
- 19º ai campionati italiani assoluti, 5000 m piani - 14'33"2

1979
- 7º ai campionati italiani di maratona - 2h18'54"

1980
- 7º ai campionati italiani di maratona - 2h19'39"

1982
- 5º ai campionati italiani di maratonina, 30 km - 1h34'51"

1983
- Bronzo ai campionati italiani di maratonina, 30 km - 1h36'45"
- 4º ai campionati italiani assoluti, 10000 m piani - 29'22"27
- 5º ai campionati italiani assoluti, 5000 m piani - 13'53"42
- 22º ai campionati italiani di corsa campestre

1984
- 9º ai campionati italiani di maratonina, 30 km - 1h44'40"
- 4º ai campionati italiani assoluti, 10000 m piani - 29'07"76
- Bronzo ai campionati italiani assoluti, 5000 m piani - 13'50"83

## Altre competizioni internazionali
1978
- 9º al Giro podistico internazionale di Castelbuono ( Castelbuono), 11,2 km

1979
- Oro al Giro podistico internazionale di Castelbuono ( Castelbuono), 11,2 km - 34'39"

1982
- 4º alla Maratona di Pechino ( Pechino) - 2h17'10"
- 13º alla Maratona di Torino ( Torino) - 2h21'56"

1983
- 27º alla Maratona di New York ( New York) - 2h15'28"
- 4º alla Maratona di Roma ( Roma) - 2h16'22"
- 9º alla Stramilano ( Milano) - 1h05'59"
- Oro al Giro podistico internazionale di Castelbuono ( Castelbuono), 11,2 km - 34'49"

1984
- Oro alla Maratona di New York ( New York) - 2h14'53"
- Oro al Giro podistico internazionale di Castelbuono ( Castelbuono), 11,2 km - 33'34"

1985
- 6º in Coppa del mondo di maratona ( Hiroshima) - 2h10'23"
- Oro alla Maratona di New York ( New York) - 2h11'34"

1986
- Bronzo alla Maratona di Boston ( Boston) - 2h11'43"
- Bronzo alla Maratona di New York ( New York) - 2h12'13"
- Argento al Giro podistico internazionale di Castelbuono ( Castelbuono), 11,2 km - 34'09"
- 11º al Cross di Alà dei Sardi ( Alà dei Sardi) - 35'55"

1987
- 6º alla Maratona di New York ( New York) - 2h12'50"
- Bronzo alla Stramilano ( Milano) - 1h04'01"
- 4º al Giro podistico internazionale di Castelbuono ( Castelbuono), 11,2 km - 34'39"

1988
- Oro alla Maratona di Venezia ( Venezia) - 2h15'24"
- 7º alla Maratona di Boston ( Boston) - 2h12'32"
- 4º al Giro podistico internazionale di Castelbuono ( Castelbuono), 11,2 km - 34'04"

1989
- 4º al Giro podistico internazionale di Castelbuono ( Castelbuono), 11,2 km - 34'07"